# Берг (Санкт-Галлен)
Берг (нем. Berg SG) — коммуна в Швейцарии, в кантоне Санкт-Галлен.
Входит в состав округа Роршах. Население составляет 872 человека (на 31 декабря 2006 года). Официальный код — 3211.